# Euphorbia eggersii
Euphorbia eggersii är en törelväxtart som beskrevs av Ignatz Urban. Euphorbia eggersii ingår i släktet törlar, och familjen törelväxter. Inga underarter finns listade i Catalogue of Life.